# دوره الکتروضعیف
در کیهان‌شناسی فیزیکی، دوره الکتروضعیف، دورانی از تکامل جهان اولیه است که دمای جهان به اندازه‌ای بالا بود که نیروهای بنیادی الکترومغناطیس و برهمکنش هسته‌ای ضعیف با هم ادغام  شوند و به شکل برهمکنش الکتروضعیف(GeV ۱۰۰ <) وجود داشته‌باشند. دوره الکتروضعیف از زمانی آغاز می‌شود که برهمکنش هسته‌ای قوی از برهمکنش هسته‌ای ضعیف جدا شد. برخی از کیهان‌شناسان این رویداد را بر آغاز دوره تورمی منطبق می‌دانند که تقریباً ۱۰-۳۶ ثانیه پس از مه‌بانگ رخ داد.
دیگران آغاز آن را تقریباً ۱۰-۳۲ پس از مه‌بانگ، وقتی انرژی پتانسیل میدان تورمی که باعث تورم جهان در دوره تورمی شد، آزاد شده‌بود و جهان را از یک پلاسمای داغ کوارک-گلوئون پرکرده‌بود.
بر همکنش ذرات در این مرحله به اندازه‌ای پرانرژی بود که میزان زیادی از ذرات عجیب مثل بوزون‌های دبلیو و زد و بوزون هیگز به وجود آیند. همچنانکه جهان منبسط و سرد شد، برهمکنش‌ها کم‌انرژی‌تر شدند و عمر جهان به ۱۰-۱۲ ثانیه رسید، تولید بوزون‌های زد و دبلیو متوقف شد و بوزون‌های زد و دبلیوی باقی‌مانده به سرعت واپاشی شدند و در دوره کوارک که پس از آن فرارسید، برهمکنش هسته‌ای ضعیف نیرویی با برد متوسط بود.